# Augustin de Saffray de Mézy
Augustin de Saffray de Mézy, rzadziej stosowana pisownia de Mésy (ur. 1598 w Caen, zm. 5 maja 1665) – gubernator Nowej Francji.
Mianowany w 1633 przybył do kolonii 16 września. Rozbudował miasto Québec. Prowadził dalsze działania administracyjne, mające na celu zaprowadzenie porządku w prowincji. Starał się unormować stosunki z biskupem Nowej Francji. W 1665 odwołany ze stanowiska wrócił do Francji.